# 国際医療福祉大学熱海病院
国際医療福祉大学熱海病院（こくさいいりょうふくしだいがくあたみびょういん）は、 静岡県熱海市東海岸町に所在する大学病院。

## 沿革
1911年に創立された東京第一衛戍病院熱海分院をその起源とする。2002年に国際医療福祉大学が継承し国際医療福祉大学附属熱海病院になった。

### 年表
- 1911年05月 - 「東京第一衛戍病院熱海分院」として設置。
- 1938年02月 - 「臨時東京第一陸軍病院熱海分院」に名称変更。
- 1945年12月 - 厚生省へ移管。「国立東京第一病院熱海分院」と名称変更。
- 1950年07月 - 「国立東京第一病院」より分離。「国立熱海病院」と名称変更。
- 2002年07月 - 国際医療福祉大学へ移管。「国際医療福祉大学附属熱海病院」と名称変更。
- 2007年02月 - 「国際医療福祉大学熱海病院」と名称変更。
- 2019年04月 - 静岡県災害拠点病院、DMAT指定病院に指定。

## 診療科
- 消化器内科
- 循環器内科
- 糖尿病・代謝・内分泌内科
- 呼吸器内科
- 脳神経内科
- 腎臓内科（人工透析）
- 漢方内科
- アレルギー内科・総合内科
- 心療・精神科
- 小児科
- 外科
- 移植外科
- 整形外科
- 形成外科
- 脳神経外科
- 呼吸器外科
- 心臓血管外科
- 皮膚科
- 泌尿器科
- 婦人科
- 眼科
- 耳鼻咽喉科
- リハビリテーション科
- 救急科
- 放射線科
- 麻酔科・ペインクリニック外科
- 歯科・口腔外科
- 病理診断科
- 緩和ケア科
- セカンドオピニオン外来

## 保険指定施設
（下表の出典）
| 保険医療機関 | 原子爆弾被爆者一般疾病医療取扱医療機関   |
| 労災保険指定医療機関                                                                                              | 第二種感染症指定医療機関                 |
| 指定自立支援医療機関（更生医療）                                                                                  | 母体保護法指定医の配置されている医療機関 |
| 指定自立支援医療機関（育成医療）                                                                                  | 臨床研修病院                             |
| 指定自立支援医療機関（精神通院医療）                                                                              | 臨床修練病院等                           |
| 身体障害者福祉法指定医の配置されている医療機関                                                                    | 肝疾患診療連携拠点病院                   |
| 精神保健及び精神障害者福祉に関する法律（精神保健福祉法、昭和25年法律第123号）に基づく指定病院又は応急入院指定病院 | 特定疾患治療研究事業委託医療機関         |
| 生活保護法指定医療機関                                                                                            | DPC対象病院                              |
| 結核指定医療機関                                                                                                  | 指定小児慢性特定疾病医療機関             |
| 戦傷病者特別援護法指定医療機関                                                                                    |                                          |

- 救急告示病院[3]
- 災害拠点病院（地域）[4]
- 静岡県地域がん診療病院[5]
- 静岡県アレルギー疾患医療拠点病院[6]
- このほか、各種法令による指定・認定病院であるとともに、各学会の認定施設でもある。

## 交通アクセス
- JR東海道新幹線・JR東海道本線「熱海駅」より徒歩約8分 [7]
- 「熱海駅」から東海バスひばりケ丘行きに乗り換え「大学病院前(旧国立病院前)停留所」下車 [8]